# Явлення Христа народу
«Явлення Христа народу» («Явлення Месії») — картина російського художника Олександра Андрійовича Іванова. Сюжет картини ґрунтується на першому розділі Євангелія від Івана (Ін. 1:29—31) і третьому розділі Євангелія від Матвія (Мт. 3:1—17).

## Історія створення
Задум великого полотно, що б зображав явлення Месії народові, довгий час цікавив Іванова. 1834 року він написав «Явлення воскреслого Христа Марії Магдалині». Три роки по тому, 1837 року, художник приступив до створення картини «Явлення Христа народу».
Іванов писав картину в Італії. Він працював над нею протягом 20 років (1837—1857), і про неї знали всі, хто цікавився живописом. Для цієї картини Олександр Іванов виконав понад 600 етюдів із натури. Павло Третьяков придбав ескізи, позаяк саму картину придбав імператор Олександр II.
Іванов називав цей сюжет «всесвітнім», він намагався показати все людство у вирішальний, визначний для його долі момент. У центрі картини — постать Івана Хрестителя, що здійснює хрещення народу в ріці Йордан і вказує на Ісуса, який наближається. Ліворуч від Івана зображений гурт апостолів — юний Іван Богослов, за ним Петро, далі Андрій Первозваний, а за його спиною — Натанаїл, «що має сумніви». На першому плані — юнаки й старці — образ нескінченного життя. У центрі — багач, що відсахнувся від Христа, та раб, про якого Іванов сказав: «Крізь звичне страждання вперше з'явилась відрада». Праворуч — постать «найближчого до Христа», в якому впізнається обличчя письменника М.В. Гоголя. У вигляді подорожнього з посохом, що сидить неподалік од Івана, художник закарбував власні риси.

## Доля картини
У травні 1858 року Іванов вирішив надіслати картини до Санкт-Петербурга й явитись туди разом із нею. Кошти на перевезення картини пожертвувала Велика княгиня Олена Павлівна. демонстрація полотна, ескізів і етюдів до неї була організована в одному із залів Академії мистецтв, виставка справила сильне враження на громадськість
Олександр Іванав помер 3 (15) червня 1858 року. Через декілька годин по його смерті «Явлення Христа народу» купив імператор Олександр II за 15 тисяч рублів. Імператор подарував полотно Румянцевському музеєві, який невдовзі переїхав із Санкт-Петербурга до Москви (до дому Пашкова). Для картини було побудовано спеціальний павільйон.
Під час розформування музею 1925 року роботу передали до Державної Третьяковської галереї. Там, однак, не виявилось залу для розміщення такого полотна. Постало питання про приміщення для картини. До проєкту споруди на Кримському Валу був, зокрема, закладений зал для картини Іванова. Але все ж було вирішено прибудувати зал до основної будівлі в Лаврушинському провулку. 1932 року полотно розмістилось на тому місці, де перебуває і зараз.
Ескізи й етюди до картини зберігаються в Державній Третьяковській галереї та Державному російському музеї.